# Dezeen
Dezeen — онлайн-журнал про архітектуру та дизайн, що базується в Лондоні, а також має офіси у Нью-Йорку та Шанхаї.

## Історія
Dezeen був заснований у Лондоні Маркусом Фейрзом наприкінці листопада 2006 року. Офіс у Нью-Йорку відкрився у 2015 році, а офіс у Шанхаї — у 2021 році.
Наразі штат Dezeen налічує 50 співробітників. Його редактором є письменник та історик архітектури Том Ревенскрофт.
У березні 2021 року Dezeen придбала данська медіакомпанія JP/Politiken Media Group. Dezeen став першим придбанням JP/Politikens Hus за межами Скандинавії. Придбання було частиною стратегії JP/Politikens Hus до 2025 року, спрямованої на збільшення доходів з 3 до 5 мільярдів данських крон. На момент придбання сайт мав понад 3 мільйони унікальних відвідувачів щомісяця та понад 6,5 мільйонів підписників у соціальних мережах.
Маркус Фейрз (1967—2022), засновник, генеральний директор і головний редактор Dezeen, помер 30 червня 2022 року. Некрологи про Фейрза написали багато видань, зокрема The Times of London, та Domus Magazine.
У 2023 році Dezeen у партнерстві з Академією мистецтв створив десять архітектурних та ландшафтних проєктів.

## Відзнаки
Газета The Independent назвала Dezeen найкращим архітектурним блогом у 2012 році, а газета The Times включила журнал до списку «50 найкращих веб-сайтів, без яких ви не можете жити» у 2013 році. Dezeen також увійшов до списку «Design 100» журналу Time як «найвпливовіша сила у світовому дизайні».
Асоціація професійних видавців назвала Dezeen найкращим діловим виданням у 2022 році та медіа-брендом року у 2019 році, Асоціація малих цифрових видавництв — найкращим малим цифровим видавництвом року у 2021 та 2018, Асоціація онлайн-видавців — редакційним брендом року у 2022 та 2019 роках за версією International Building Press. Асоціація онлайн-видавців назвала Ревенскрофта редактором року у 2023 році.

## Премія
У 2018 році журнал започаткував щорічну премію Dezeen Awards, яка відзначає найкращі досягнення в галузі архітектури, інтер'єру та дизайну по всьому світу. 2023 року журнал запустив програму китайських нагород.